# Bettisia Gozzadini
Bettisia Gozzadini (Bolonha, 1209 - Budrio, 2 de novembro de 1261) foi uma doutora em direito e professora italiana. Atingiu apogeu por volta de 1250, enquanto lecionava no campo de direito na Universidade de Bolonha. Dizem que ela obteve a sua educação travestida de homem; e que, supostamente, dera lições inicialmente protegida por uma tela para que não fora distraída por seus alunos. Ela provavelmente foi a primeira mulher no mundo a assumir formalmente um cargo de educadora universitária.

## Percurso
Bettisia nasceu em uma família nobre, filha de Amadore Gozzadini e Adelasia de Pegolotti. Ela foi exímia estudante desde a sua infância. Sua inteligência impressionou Giacomo Baldavino e Tancredi Arcidiacono na Universidade de Bolonha e eles a incentivaram a obter um doutorado, pelo qual ela recebeu o mais alto reconhecimento possível, formando-se em direito no dia três de junho de 1236. O título de Doutora em Direito, dado o preconceito da época de que não convinha a uma mulher estudar, só foi possível porque Bettisia frequentou as aulas vestida de homem.
Ela começou dando aulas em sua residência e depois em escolas da sua região. Seu estilo de oratória a levou, eventualmente, a aceitar cadeira na universidade. Inicialmente ela recusou a oferta, mas acabou cedendo; permanecendo no cargo até a sua morte. As suas lições acabaram tão procuradas que ela se viu obrigada a abandonar o usual estádio, como era chamada e arquitetura de uma sala de aula naquela época em Bolonha, para proferir seus ensinamentos em praça pública. Em 1242, por causa de suas habilidades como oradora, ela proferiu as últimas palavras no funeral de Enrico della Fratta, bispo de Bolonha.
Bettisia morreu em novembro de 1261 em consequência de ferimentos recebidos por causa do colapso de sua habitação fixada nas barrancas do rio Ídice. 
Detalhes sobre a sua vida foram registrados por Pompeo Delfi. Há um retrado dela em Bologna.